# NGC 3724
NGC 3724 (другие обозначения — MCG -1-30-7, IRAS11319-0922, PGC 35757) — галактика в созвездии Чаша. Открыта Эндрю Коммоном в 1880 году в цепочке из трех галактик, четвёртая (PGC 35745) оказалась слишком тусклой для наблюдения.
Этот объект входит в число перечисленных в оригинальной редакции «Нового общего каталога».